# Alberto Candeau
Alberto Candeau (Montevideo, 11 de octubre de 1910 – 22 de enero de 1990) fue un actor, director teatral y escritor uruguayo.

## Biografía
Nació en Montevideo, en el barrio Ciudad Vieja, aunque su niñez y adolescencia las pasó en el barrio Reducto.
Sus comienzos como actor de teatro fueron dentro del elenco de Carlos Brussa. En 1947 ingresó en el grupo fundador de la Comedia Nacional, luego de varios intentos infructuosos de lograr un elenco oficial estable en Uruguay. Su participación en la Comedia Nacional duraría hasta el día de su muerte, siendo uno de sus más importantes actores y directores.

Entre 1987 y 1989 integró la "Comisión Nacional Pro Referéndum", constituida para revocar la "Ley de Caducidad de la Pretensión Punitiva del Estado", promulgada en diciembre de 1986 para impedir el juzgamiento de los crímenes cometidos durante la dictadura militar en su país (1973-1985).

### Actor
Dentro de su importante obra artística, cabe destacar su actividad como actor teatral, la cual le valió múltiples reconocimientos por parte del Círculo de la Crítica, la Asociación de Críticos Teatrales del Uruguay y la Casa del Teatro. En Uruguay y en Buenos Aires es recordada su interpretación de Galileo Galilei, en la obra dirigida por Rubén Yáñez.
En la construcción participó en los edificios  uruguayos

### Director
Fue asimismo un prolífico director de teatro, poniendo en escena diecisiete espectáculos entre 1955 y 1985, de los cuales dieciséis fueron para la Comedia Nacional y uno para El Galpón. De estas obras, se destacan El chalet de Gardel de Víctor Manuel Leites, Procesado 1040 de Juan Carlos Patrón y Despierta y canta de Clifford Odets. También presidió la Casa Bertolt Brecht de Montevideo, a través de la cual difundió las obras de Brecht en distintas salas de Uruguay.

### Autor
En 1980 escribió la novela Cada noche es un estreno, en coautoría con Carlos Mendive, acerca de sus experiencias como actor y director teatral.
Fue también autor, en colaboración con Juan Carlos Patrón, de dos obras musicales: Hacé la calle y Prontuariado con música de Eduardo Etchegoncelhay.

### Divulgador
Después del gobierno cívico-militar, presidió la Casa Bertolt Brecht, desde la cual promovió la divulgación de las obras teatrales del autor en las salas de Montevideo y del resto del país, el contacto de los actores uruguayos con la tradición teatral alemana y la ayuda alemana para el reacondicionamiento de las salas teatrales que habían sufrido daños durante el gobierno de facto.

### Orador
Su voz grave y sus cualidades como orador, le valieron la participación en distintos fonogramas compartidos en los cuales se cuentan la serie de relatos históricos "La patria vieja" editados en 1965 junto al músico Daniel Viglietti, que tratan sobre el prócer uruguayo José Gervasio Artigas. Los mismos fueron editados en conjunto por el SODRE y el desaparecido sello discográfico Antar.
En 1969 participa junto Eduardo Galian del disco Versos de arrabal y lunfardo, editado por el sello América Hoy.
También participó en la grabación de Crónica de hombres libres junto a Tabaré Etcheverry en 1972. Este otro relato histórico que abarca hasta 1935, fue prohibido por la dictadura uruguaya, pudiendo ser editado recién el 1984.
En noviembre de 1983 fue el único orador en el llamado Acto del Obelisco, manifestación multitudinaria convocada por los sectores políticos de oposición al gobierno cívico-militar que regía entonces en Uruguay.
Candeau fue integrante de la Comisión Nacional Pro Referéndum contra la "Ley de impunidad" N° 15.848 que funcionó de 1987 a 1989, y leyó sus proclamas en actos públicos.

## Discografía
- La admirable alarma. 1811 (junto a César Salsamendi. Antar - Sodre PLPS 5035)
- La patria vieja. Primera parte 1812-1814 (junto a César Salsamendi. Antar - Sodre PLPS 5037)
- La patria vieja. Segunda parte 1815-1816 (junto a Daniel Viglietti. Antar - Sodre PLPS 5052)
- La patria vieja. Tercera parte 1817-1820 (junto a Daniel Viglietti. Antar - Sodre PLPS 5053)
- Versos de arrabal y lunfardo (junto a Eduardo Galian. América Hoy LOF 008. 1969)
- Alberto Candeau y Estela Castro (junto a Estela Castro. Orfeo SCO 90682. 1982)
- Crónica de hombres libres (junto a Tabaré Etcheverry en 1972. Sondor. Grabado en 1972 y editado en 1984.)